# Stenamma manni
Stenamma manni är en myrart som beskrevs av Wheeler 1914. Stenamma manni ingår i släktet Stenamma och familjen myror. Inga underarter finns listade i Catalogue of Life.